# 九龍城足球會
九龍城區體育會足球會（Kowloon City D.S.A. F.C.）是香港九龍城區議會轄下的一支地區足球隊，現時為香港超級聯賽參賽球隊。

## 球隊歷史
香港足球總會依照荷蘭足球顧問報告，與香港各區區議會合作，於2002年成立香港丙組（地區）足球聯賽，首屆賽事只有11個區議會派隊參賽，加上香港學界及香港08共13隊參賽，翌屆全香港18個區議會均有派隊。九龍城足球隊，代表九龍城區議會參賽。
九龍城區體育會以［發展體育運動，培養愛國愛港之體育人材］為宗旨，本會使命推展九龍城區內多元體育，使之普及化、精英化及盛事化。為豐富業餘生活及發掘和培養更多本土年輕球員，推动香港體育事業發展，本會成立迄今十多年以來不斷改革創新，積極推動社區多元化的文體活動，每年籌辦各項體育文化活動，鼓勵市民積極參與體育及體能活動，提高地區層面的體育水平。
足球隊現時於中國香港足球總會超級聯賽作賽；九龍城青少年足球隊現時共7支梯隊：U6、U8、U10、U12、U13、U14、U15、U16、U18。
2007–08年度香港丙組（地區）聯賽，九龍城首場出戰沙田，全季以15戰4勝2和9負得14分，以第12名完成賽事。
2008–09年度香港丙組（地區）聯賽，九龍城以14戰5勝0和9負得15分，以第11名完成賽事。
九龍城在2009–10年度球季中，邀得前香港足球代表隊前鋒黃志強加盟，加強球隊攻力。九龍城以13戰4勝2和7負得14分，獲得香港丙組（地區）聯賽第9名，黃志強貢獻7個入球，成為球隊首席射手。
2010–11年度，九龍城邀得藝人尹揚明擔任副會長及足球總監，由1980年代海蜂名將施維山與黃德祥擔任教練，並獲得周昭雄與李培兩名前甲組球員助陣，尹揚明本人與明星足球隊成員梁漢文、張國強亦會客串上陣。
2011–12年度球季，九龍城於最後一屆香港丙組（地區）聯賽，以14戰6勝3和5負得21分，獲得第四名。
2021–22年度球季，九龍城由駿英人事顧問公司為主贊助商，於乙組聯賽作賽。
2022–23年度球季，九龍城升班甲組聯賽。最後以第二名完成聯賽。
2023-24年度球季，教練甄力健離隊，提升右閘戴思聰和右翼許嘉樂擔任教練。守龍門教練由唐珈名擔任。8月初公佈攻擊中場廖億誠加盟。最後以第一名完成聯賽。

### 首次升超（2024年–至今）
2024–25年度球季，晉鋒管理層黃俊雄及何信賢加入，帶了大量晉鋒球員加入。主教練由陳銘剛擔任。
2024年7月18日，九龍城公佈新一屆球員名單，包括龍門陸平中、龍門袁皓俊、龍門李瀚灏、右閘余沛康、外援韋利安、防守中場迪高、進攻中場鄭進泓、外援艾里安、攻擊中場邵昀俊、攻擊中場陳文輝、前鋒林學曦、中堅許澤崴、前鋒趙少維、中堅嚴啟倬、右閘曾錦濤、翼鋒何瀧浩、左閘曾家進、右翼許嘉樂、後衛馬阡皓、外援卡朗、謝嘉駿、前鋒徐竟柔、前鋒歐陽浩銘。同日，球會舉行拜神儀式及記者會。會方已定下5年計劃，目標是長遠留在港超發展，升班首季班費預算約600萬，據悉當中有150萬來自晉峰，雙方並即席簽署合作協議，後者主要負責九龍城的青訓項目。
九龍城首季使用深水埗運動場或斧山道運動場做主場，班費六百萬港元。球會隊長華人中場陳文輝，球會副隊長右閘曾錦濤。球會U6至U22的青訓計劃由晉峰負責。
2024年8月28日，九龍城公佈簽入兩名巴西外援，加強競爭力，分別是泰華及尼天奴。其後九龍城加入韓藉中堅宋敏圭。9月27日簽入翼鋒袁世傑。9月28日簽入22歲巴西藉年輕中堅域陀。
2025年1月4日，九龍城宣佈中場球員鄭進泓離隊。2月3日，去年台灣乙級足球聯賽神射手楊朝景加盟。
九龍城最後以第六名完成聯賽。其後，九龍城宣布球員陳文輝、陸平中、李瀚灝、林學曦、歐陽耀冲、辛尼、尼天奴、袁世傑、韋利安、田中芳拓、歐陽浩銘、楊朝景和徐竟柔約滿離隊。
2025年8月初在酒店開記者會。今年班費比上季多2成，大約七百二十萬左右。多達十名外援及華人球員加盟。包括基斯，雷仙奴，峇夏比，謝臣，林千裕，張國鋒，李俊霆等球員。更提升數名青年軍小將加入一隊。目標聯賽前五。更和意大利勁旅祖雲達斯合作青訓計劃，意大利祖雲達斯派了三位教練協助青訓工作。

## 管理層及職球員名單

### 管理層
- 聯席主席：麥融斌
- 聯席主席：何迪夫
- 聯席主席（青訓）：鄧偉豪
- 名譽會長：尹揚明
- 球會總監：何信賢
- 球衣供應：MC Sportswear & Uniform
- 飲品供應：mekohongkong
- 運動營養產品供應：3721protein

### 教練名單
- 足球總監：何信賢
- 球會總教練：陳銘剛
- 助理教練：黃梓豐
- 助理教練：許嘉樂
- 助理教練: 曾錦濤
- 體能教練: 羅敏聰
- 賽事及技術分析師：吳子維
- 門將教練：唐咖名
- 門將教練: 戴廷匡
- 行政管理：陳峻森
- 助理行政管理：陳峻森

### 球員名單(2025–26年)
更新日期：2025年8月3日
粗體字為新加盟球員 
| 號碼     | 國籍     | 球員名字                                             | 位置     | 出生日期       | 加盟年份 | 前效力球會   | 球員註冊身份 | 備註     |
| 守 門 員 | 守 門 員 | 守 門 員                                             | 守 門 員 | 守 門 員       | 守 門 員 | 守 門 員     | 守 門 員     | 守 門 員 |
| -------- | -------- | ---------------------------------------------------- | -------- | -------------- | -------- | ------------ | ------------ | -------- |
| 1        | 香港     | 張桂華（Cheung Kwai Wa）                             | 門將     | 2004年4月7日   | 2025年   | 北區         | U-22青年球員 | 新加盟   |
| 13       | 香港     | 鄺天樂 （Kwong Tin Lok）                             | 門將     | 2007年10月4日  | 2025年   | 理文 U22     | U-22青年球員 | 新加盟   |
| 43       | 美国     | 艾迪臣（Edison Brandon Castro）                      | 門將     | 2001年2月15日  | 2025年   | 文迪奧拿     | 外援         | 新加盟   |
| 88       | 香港     | 袁皓俊（Yuen Ho Chun）                               | 門將     | 1995年7月19日  | 2024年   | 理文         |              |          |
| 後 衛    |          |                                                      |          |                |          |              |              |          |
| 2        | 香港     | 余沛康（Yu Pui Hong）                                | 左閘     | 1995年2月5日   | 2024年   | 理文         |              |          |
| 3        | 巴西     | 卡里奧卡（"Carioca" Valdenilson Azevedo Junior）     | 中堅     | 2000年6月5日   | 2025年   | 佩內登斯     | 外援         | 新加盟   |
| 4        | 大韩民国 | 姜𠗕賢（Kang Jun-hyeon）                             | 中堅     | 1999年4月13日  | 2025年   | 晉州市民     | 外援         |          |
| 14       | 香港     | 龍梓軒（Loong Tsz Hin, "Marcus"）                    | 左閘     | 2004年8月8日   | 2025年   | 標準流浪     | U-22青年球員 |          |
| 20       | 香港     | 嚴啟倬（Yim Kai Cheuk, "Anson"）                     | 中堅     | 2004年12月4日  | 2024年   | 傑志         | U-22青年球員 |          |
| 21       | 香港     | （Tsang Kam To）                                     | 右閘     | 1989年6月21日  | 2023年   | 理文         |              |          |
| 24       | 香港     | （Tsang Ka Chun）                                    | 左閘     | 2001年11月10日 | 2022年   | 駿達         |              |          |
| 35       | 香港     | 林千裕（Lam Chin Yu）                                | 中堅     | 2005年3月5日   | 2025年   | 東方         | U-22青年球員 | 新加盟   |
| --       | 香港     | 馮子騫 （Fung Tsz Hin）                              |          |                | 2025年   |              | U-22青年球員 | 新加盟   |
| --       | 香港     | 王樂一（Wong Lok Yat）                               | 左閘     | 2006年11月23日 | 2025年   | 晉峰         | U-22青年球員 | 新加盟   |
| 中 場    |          |                                                      |          |                |          |              |              |          |
| 5        | 香港     | 迪高（Diego Eli Moreira）                            | 防守中場 | 1988年9月4日   | 2024年   | 理文         |              |          |
| 6        | 巴西     | 基斯（Kessi Isac dos Santos）                        | 防守中場 | 1994年10月26日 | 2025年   | 冠忠南區     | 外援         | 新加盟   |
| 7        | 几内亚   | 峇夏比（Mamadou Habib Bah）                          | 防守中場 | 1996年3月15日  | 2025年   | 大埔         | 外援         | 外借加盟 |
| 8        | 香港     | 邵昀俊（Chiu Wan Chun, "Michael"）                   | 防守中場 | 2001年5月14日  | 2024年   | 晉峰         |              |          |
| 23       | 香港     | 何瀧浩（Ho Lung Ho）                                 | 中場     | 2004年2月18日  | 2024年   | 香港U23      | U-22青年球員 |          |
| 28       | 香港     | 謝嘉駿（Tse Ka Chun）                                | 防守中場 | 2003年1月23日  | 2023年   |              |              |          |
| 95       | 香港     | 封天詠（Fung Tin Wing）                              | 中場     | 2008年4月29日  | 2025年   | 港峰         | U-22青年球員 |          |
| --       | 香港     | 張國鋒（Cheung Kwok Fung）                           | 中場     | 2006年9月27日  | 2025年   | 冠忠南區     | U-22青年球員 | 新加盟   |
| --       | 香港     | 黃曉嵐（Wong Hiu Laam）                              | 中場     | 2007年11月13日 | 2025年   | 佳聯元朗     | U-22青年球員 | 新加盟   |
| 前 鋒    |          |                                                      |          |                |          |              |              |          |
| 9        | 巴西     | 謝臣（Jadson Ailton Oliveira da Silva Vale）         | 前鋒     | 1998年6月16日  | 2025年   | 葡萄牙人競技 | 外援         | 新加盟   |
| 10       | 大韩民国 | 朴玟奎（Park Min-gyu）                               | 前鋒     | 2002年9月25日  | 2025年   | 凱景         | 外援         | 新加盟   |
| 11       | 巴西     | 雷仙奴（"Luizinho" Dutra Dos Santos, Luiz Humberto） | 翼鋒     | 1995年11月1日  | 2025年   | 標準流浪     | 外援         | 新加盟   |
| 25       | 香港     | （Hui Ka Lok）                                       | 右翼     | 1994年1月5日   | 2022年   | 深水埗       |              |          |
| 27       | 巴西     | 卡朗（Kayron Batista Ramos）                         | 前鋒     | 1995年4月3日   | 2024年   | 和富大埔     | 外援         |          |
| 77       | 香港     | 李俊霆（Lee Chun Ting）                              | 前鋒     | 2005年6月1日   | 2025年   | 東方         | U-22青年球員 | 新加盟   |
| --       | 香港     | 張泳洋（Tristan Jan Verkade）                        | 前鋒     | 2008年5月16日  | 2025年   | 港會 U22     | U-22青年球員 | 新加盟   |
| --       | 香港     | 徐偉洛（Chui Wai Lok）                               | 右翼     | 2006年3月28日  | 2025年   | 東方 U22     | U-22青年球員 | 新加盟   |

### 外借球員（2025–2026球季）
| 國籍 | 球員名字 | 位置 | 出生日期 | 外借球會 |
| ---- | -------- | ---- | -------- | -------- |

### 離隊球員（2025/26）
| 號碼                         | 國籍       | 球員名字                                      | 位置       | 出生日期       | 加盟年份   | 加盟球會   |
| 夏季轉會窗                   | 夏季轉會窗 | 夏季轉會窗                                    | 夏季轉會窗 | 夏季轉會窗     | 夏季轉會窗 | 夏季轉會窗 |
| ---------------------------- | ---------- | --------------------------------------------- | ---------- | -------------- | ---------- | ---------- |
| 3                            | 巴西       | 韋利安（Machado Dos Santos Willian Leonardo） | 中堅       | 1998年8月20日  | 2024       | 理文       |
| 55                           | 大韩民国   | 成珉圭（Seong Min-gyu）                       | 中堅       | 2004年2月4日   | 2024       | 澳科精英   |
| 89                           | 香港       | 歐陽耀冲（Au Yeung Yiu Chung）                | 攻中       | 1989年7月11日  | 2025年     | 宇宙之猩   |
| 19                           | 香港       | 陸平中（Felik Luk）                           | 門將       | 1994年5月7日   | 2024年     |            |
| 63                           | 香港       | 李瀚灝（Li Hon Ho）                           | 門將       | 1986年7月14日  | 2024年     | 北區       |
| 9                            | 香港       | （Chan Man Fai）                              | 攻中       | 1988年6月19日  | 2022年     | 至尊       |
| 17                           | 日本       | 田中芳拓（Tanaka Yoshihiro）                  | 中場       | 2002年6月4日   | 2025年     | 退役       |
| 10                           | 香港       | 林學曦（Lam Hok Hei）                         | 前鋒       | 1991年9月18日  | 2024年     | 至尊       |
| 11                           | 香港       | 袁世傑（Yuen Sai Kit）                        | 前鋒       | 1999年12月19日 | 2024年     | 北區       |
| 22                           | 塞内加尔   | 辛尼（Abdoulaye Sané）                        | 前鋒       | 1992年10月15日 | 2025年     |            |
| 30                           | 巴西       | 尼天奴（Nilton soares Rodrigues）             | 右翼       | 1993年9月11日  | 2024年     |            |
| 37                           | 香港       | 徐竟柔（Tsui King Yau Isaac）                 | 左翼       | 2006年7月17日  | 2024年     |            |
| 77                           | 香港       | 歐陽浩銘（Au Yeung Ho Ming）                  | 左翼       | 2004年1月12日  | 2024年     |            |
| 80                           | 中華臺北   | 楊朝景（Yang Chao-jing）                      | 前鋒       | 2005年11月8日  | 2025年     | 台中磐石   |
| 非轉會窗時期(冬季轉會窗前)   |            |                                               |            |                |            |            |
| 冬季轉會窗                   |            |                                               |            |                |            |            |
| 非轉會窗時期（冬季轉會窗後） |            |                                               |            |                |            |            |

## 歷任會長
- 球會會長：王紹基(2024年一）

## 歷任總教練
- 球會總教練：陳銘剛(2024年一）

## 歷任隊長
- 球會隊長：曾錦濤(2025年一）
- 球會隊長：陳文輝(2024年一2025年）

## 歷任副隊長
- 球會副隊長：曾錦濤(2024年一2025年）
- 球會副隊長：李瀚灝(2024年一2025年）
- 球會副隊長：迪高(2024年一)

## 曾效力球員

### 本地球員
| 趙少維 | 許澤崴   | 鄭進泓   | 袁世傑 | 香港 | 李瀚灝 | 林學曦 |
| 徐竟柔 | 歐陽耀冲 | 歐陽浩銘 | 陸平中 |      |        |        |

### 外援球員
| 尼天奴 | 韋利安 | 泰華   | 域陀 | 艾里安 | 田中芳拓 |
| 李根好 | 成珉圭 | 楊朝景 | 辛尼 |        |          |

## 外部連結
- 九龍城體育會網頁 （页面存档备份，存于）
- 九龍城區體育會足球發展委員會的Facebook專頁
- 九龍城區體育會足球發展委員會的Instagram帳戶